# Joe Manganiello
Joseph Michael (Joe) Manganiello (Pittsburgh (Pennsylvania), 28 december 1976) is een Amerikaans acteur, filmproducent, stuntman en auteur.

## Biografie
Manganiello werd geboren in Pittsburgh. Zijn moeder is van Kroatische, Duitse en Armeense afkomst en zijn vader is van Italiaanse afkomst. Hij groeide samen met zijn ouders en een broer op in Mount Lebanon (Pennsylvania) en doorliep daar de high school aan de Mt. Lebanon High School waar hij in 1993 zijn diploma haalde. Tijdens zijn studietijd begon hij met acteren in het schooltoneel en was betrokken bij de schooltelevisie, en was ook actief in American football, basketbal en volleybal. Hierna ging hij studeren aan de Universiteit van Pittsburgh in Pittsburgh en na een jaar stapte hij over naar de School of Drama aan de Carnegie Mellon University waar hij in 2000 zijn bachelor of fine arts haalde in acteren.
Manganiello begon in 1999 met acteren in de korte film Out of Courage 2: Out for Vengeance, waarna hij nog meerdere rollen speelde in films en televisieseries. Hij is vooral bekend van zijn rol als Alcide Herveaux in de televisieserie True Blood waar hij in 42 afleveringen speelde (2010-2014).
In 2016 speelde Joe Manganiello in de Netflix-film Pee-Wee's Big Holiday. In die film speelde hij zichzelf als Pee-Wees beste vriend.

## Privé
Manganiello trouwde in 2015 met actrice Sofía Vergara. In 2023 ging het stel uit elkaar en in februari 2024 werd de scheiding officieel. 

## Filmografie

### Films
Uitgezonderd korte films..
- 2023 The Kill Room – als Reggie
- 2023 Magic Mike's Last Dance – als Big Dick Richie
- 2022 Metal Lords – als dr. Troy Nix
- 2021 Coati – als Balam (stem)
- 2021 Shoplifters of the World – als Full Metal Mickey
- 2021 Zack Snyder's Justice League – als Deathstroke
- 2020 Archenemy – als Max Fist
- 2020 The Sleepover – als Leo
- 2019 Jay and Silent Bob Reboot – als Bailiff
- 2019 Stano – als Sonny Stano
- 2019 Drunk Parents – als Bob Donnelly
- 2018 Rampage: Big Meets Bigger – als Burke
- 2017 Justice League – als Slade Wilson / Deathstroke
- 2017 Smurfs: The lost village – als Hefty Smurf
- 2016 Pee-wee's Big Holiday – als Joe Manganiello
- 2015 Magic Mike XXL – als Big Dick Richie
- 2015 Tumbledown – als Curtis
- 2015 Knight of Cups – als Joe
- 2014 Sabotage – als Joe Phillips
- 2012 Magic Mike – als Big Dick Richie
- 2012 What to Expect When You're Expecting – als Davis
- 2010 Livin' on a Prayer – als Doug
- 2009 Irene in Time – als Charlie
- 2009 Behind Enemy Lines: Colombia – als luitenant Sean Macklin
- 2008 Impact Cooper – als Matt Cooper
- 2007 Spider-Man 3 – als Flash Thompson
- 2006 A.K.A. – als Brian
- 2002 The Ketchup King – als Black Dildo
- 2002 Spider-Man – als Flash Thompson

### Televisieseries
Uitgezonderd eenmalige gastrollen.
- 2021-2024 Big City Greens – als Viper Fang (stem) – 3 afl.
- 2022 Mythic Quest: Raven's Banquet – als Joe Manganiello – 2 afl.
- 2022 Moonhaven – als Tomm Schultz – 6 afl.
- 2018 No Activity – als Dugan – 2 afl.
- 2017 Critical Role – als Arkhan – 2 afl.
- 2010-2014 True Blood – als Alcide Herveaux – 42 afl.
- 2006-2012 How I Met Your Mother – als Brad Morris – 7 afl.
- 2008-2010 One Tree Hill – als Owen Morello – 13 afl.
- 2008-2010 'Til Death – als Stu – 2 afl.
- 2007 ER – als politieagent Litchman – 4 afl.
- 2007 Scrubs – als Chad Miller – 1 afl.
- 2007 American Heiress – als Solomon Cortez – 64 afl.
- 2006 So Notorious – als Scott – 2 afl.

### Filmproducent
- 2021 Shoplifters of the World – film
- 2020 Archenemy – film
- 2019 Stano – film
- 2014 La Bare – documentaire
- 1999 Out of Courage 2: Out for Vengeance – korte film

### Stuntwerk
- 2010 CSI: NY – televisieserie – 1 afl.
- 2008 One Tree Hill – televisieserie – 3 afl.
- 2007 ER – televisieserie – 1 afl.
- 2006 Close to Home – televisieserie – 1 afl.
- 2006 CSI: Crime Scene Investigation – televisieserie – 1 afl.
- 2002 Spider-Man – film
- 1999 Out of Courage 2: Out for Vengeance – korte film

- Bibsys: 1615360583195
- Biblioteca Nacional de España: XX5598257
- Bibliothèque nationale de France: cb161541264 (data)
- Gemeinsame Normdatei: 1063316375
- International Standard Name Identifier: 0000 0000 7305 2259
- Library of Congress Control Number: no2012057252
- Nationale Bibliotheek van Tsjechië: xx0272201
- Nederlandse Thesaurus van Auteursnamen: 421481374
- Istituto Centrale per il Catalogo Unico: LIGV050702
- Système universitaire de documentation: 234656662
- Virtual International Authority File: 102416354
- WorldCat: E39PBJrrxC3JK8D9YGgxCtHgrq